# 广当
广当（Kwandang）是印度尼西亚哥伦打洛省的一个城镇，是北哥伦打洛县的县治所在，位于苏拉威西岛米纳哈萨半岛中部，东南距省首府哥伦打洛30公里，北滨苏拉威西海。2010年统计，广当所在的广当区（Kecamatan Kwandang）共有35,965人。

## 资料来源
1. ↑  Biro Pusat Statistik, Jakarta, 2011.